# Leonard Fraser
Leonard Fraser (1951. június 27. Ingham, Ausztrália – 2007. január 1.) elítélt queenslandi sorozatgyilkos.
Legelőször egy kilencéves rockhamptoni lány, Keyra Steinhardt elrablása és meggyilkolása miatt ítélték el.
Mikor az ítéletet kihirdették, a Legfelsőbb Bíróság Frasert egy olyan szexuális ragadozóként írta le, aki veszélyes a társadalomra és a vele együtt lakókra.
2003-ban Frasert határozatlan idejű börtönbüntetésre ítélték, Beverly Leggo és Sylvia Benedetti meggyilkolása, valamint Julie Turner ellen gondatlanságból elkövetett emberölés ügyében. Ezeket a bűncselekményeket a 90-es évek végén Queenslandben követte el.
Az 55 éves elítéltet 2006. december 26-án szállították a Wolston Büntetőintézetből az Alexandra Hercegnő Kórházba, miután mellkasi fájdalmakra panaszkodott. 
A kardiológusok megerősítették, hogy a halál oka szívroham volt.